# Иванов, Александр Васильевич (художник-мультипликатор)
Александр Васильевич Иванов (5 июня 1899, Рассказово, Тамбовская губерния, Российская империя — 13 марта 1959) — советский режиссёр-мультипликатор, художник-мультипликатор, один из зачинателей советской графической мультипликации.

## Биография
Родился 5 июня 1899 в городе Рассказово, Тамбовской губернии. В 1919 году окончил Тамбовский учительский институт, в 1922 — Тамбовские художественные мастерские.
Переехав в Москву, поступает во ВХУТЕМАС, однако с третьего курса уходит. В 1926 году организует при кинофабрике «Совкино» мультипликационную мастерскую, где начал снимать короткометражные агитфильмы. В 1927 году создаёт свой первый художественно-мультипликационный фильм «Тараканище» — первая экранизация по сказке К. И. Чуковского.
С 1936 года работал режиссёром на киностудии «Союзмультфильм», где был членом художественного совета киностудии.
Член КПСС с 1955 года.
Скончался 13 марта 1959 года.

## Творчество
- 1927 — Тараканище (не сохранился)
- 1928 — Тип-Топ в Москве (не сохранился)
- 1929 — Капкан (не сохранился)
- 1930 — Без промаха (не сохранился)
- 1933 — Не будь беспечным (не сохранился)
- 1934 — Вор
- 1935 — Квартет (не сохранился)
- 1935 — Неисправимый (не сохранился)
- 1936 — Лиса-строитель
- 1937 — Волшебная флейта
- 1937 — Любимец публики
- 1938 — Журнал политсатиры № 1 (не сохранился)
- 1938 — Охотник Фёдор
- 1939 — Таёжные друзья
- 1939 — Дед Иван (Как Дед Иван смерть прогнал)
- 1941 — Журнал политсатиры № 2
- 1941 — Не топтать фашистскому сапогу нашей родины
- 1944 — Синица
- 1946 — Лиса и дрозд
- 1947 — Квартет
- 1948 — Чемпион
- 1949 — Полкан и Шавка
- 1950 — Дедушка и внучек
- 1951 — Помни и соблюдай правила пожарной безопасности
- 1952 — Зай и Чик
- 1953 — Крашеный лис
- 1954 — В лесной чаще
- 1954 — Подпись неразборчива
- 1955 — Трубка и медведь
- 1956 — Лесная история
- 1957 — Дитя солнца
- 1957 — Чудесница
- 1958 — Спортландия

## Награды[3]
- Орден «Знак Почёта» (15 сентября 1948 года) — за достигнутые успехи в деле развития и усовершенствования цветной кинематографии[4].
- Диплом VIII МКФ в Венеции (за фильм «Лиса и дрозд»).
- Медаль МКФ в Белграде (за фильм «Зай и Чик»).
- Диплом IV МФ для детей и юношества в Венеции (за фильм «Крашеный лис»).
- Премия VIII МКФ в Карловых Варах (за фильм «В лесной чаще»).
- Диплом Британского фестиваля иностранных фильмов в Лондоне (за фильм «Трубка и медведь»).
- Диплом XI МКФ в Эдинбурге (за фильм «Чудесница»).
- Первая премия I ВКФ в Москве (за фильм «Чудесница»).